# José Ladislao Terra
José Ladislao Terra da Silveyra (Departamento de Florida, 28 de agosto de 1835 - Montevideo, 1902) fue un abogado y político dictador uruguayo del Partido Colorado. 

## Familia
Fue hijo del hacendado brasilero José Pereira da Terra y Felicia Rosa da Silveira. 
Se casó en  primeras nupcias en 1860 con María Elena Zuasnábar Leivas; de ese matrimonio nacieron Irineo Arturo (padre, entre otros, del arquitecto Horacio Terra Arocena), Gabriel, Elena, Honorina y María del Carmen.
De su segundo matrimonio en 1871 con Joaquina Leivas y Caballero, nacieron Gabriel (presidente de la República Oriental del Uruguay 1931-1938), Raúl Alberto, Esperanza, Sara, Julia, Marietta, Laura, Guillermina, José, Irene, Eloísa, Alfredo y Joaquina.

## Biografía
Su carrera universitaria la realizó en San Pablo y en 1886 obtuvo el título de abogado. Ya instalado en el Uruguay, inició su carrera política dentro del Partido Colorado y en 1875 fue elegido como diputado por Florida.
Fue destituido de su cargo por haber apoyado la frustrada rebelión de Francisco Caraballo. Luego, en el año 1879, volvió a la Cámara de Representantes, esta vez como diputado por Montevideo y en 1882 fue reelecto como diputado por Rocha. En este mismo año fue designado por Máximo Santos como Ministro de Gobierno. Desde noviembre de este año a octubre de 1886 fue miembro del Tribunal de Justicia y ministro de Hacienda.
En el año 1889 fue elegido senador por Paysandú y en 1897 fue reelecto. Un año más tarde, apoyó el golpe de Estado de Juan Lindolfo Cuestas y fue designado miembro del Consejo de Estado.
Falleció en Montevideo, cuando ocupaba el cargo de senador por Colonia, en el año 1902.